# Raymond Triboulet

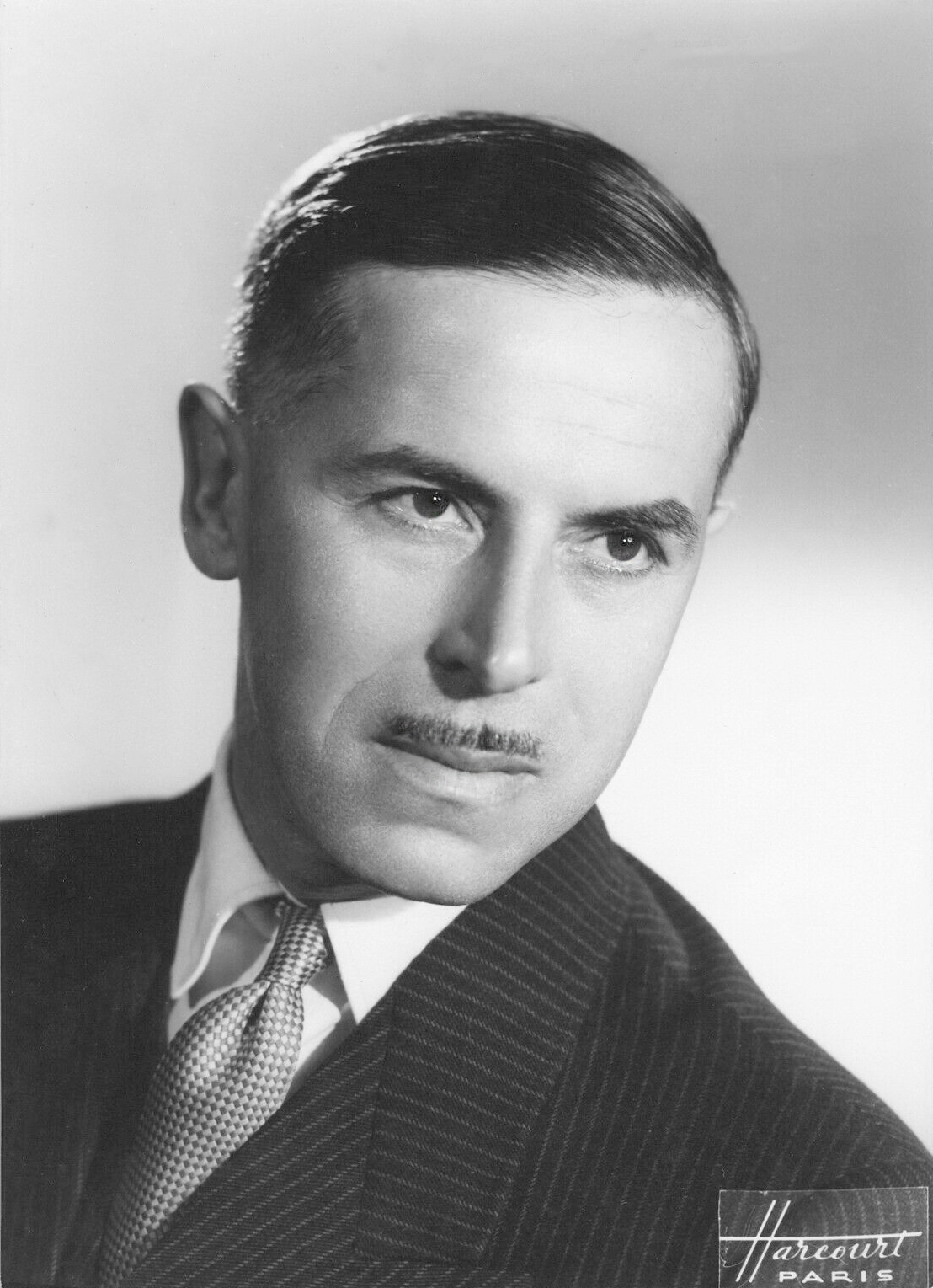
Raymond Triboulet

Raymond Triboulet (Parijs, 3 oktober 1906 – Sèvres, 26 mei 2006) was een Frans politicus en verzetsstrijder tijdens de Tweede Wereldoorlog. Hij hielp de troepen van de Verenigde Staten, Canada en Engeland bij de herovering van Frankrijk op Nazi-Duitsland.

## Biografie
Raymond Triboulet werd op 3 oktober in Parijs geboren. Aan het begin van de Tweede Wereldoorlog ging hij in het Franse leger en werd gevangengenomen. Later werd hij bevrijd en keerde in 1941 terug tijdens de Duitse bezetting. Daarna ging hij het verzet in van Calvados.
Door de geallieerde troepen te informeren over de Duitse bewegingen tussen de steden Caen en Bayeux, droeg hij bij aan het succes van de D-day invasies op 6 juni 1944. Hij werd de eerste plaatselijke gouverneur van het bevrijde Frankrijk.
Hij werd in 1946 verkozen als lid van het parlement, waar hij heeft gediend tot 1973. Hij was minister van 1959 tot 1966, daarna werd hij lid van de Europese Unie en het Europees Parlement. In 1979 verkoos men hem tot voorzitter van het des sciences moreel Académie et politiques. Hij vervulde die taak tot 1991. Hij speelde een rol bij de bouw van het nieuwe Mémorial Pegasus te Ranville.
- Bibliothèque nationale de France: cb11927075v (data)
- Gemeinsame Normdatei: 123524326
- International Standard Name Identifier: 0000 0001 1441 3832
- Library of Congress Control Number: n81112374
- Nederlandse Thesaurus van Auteursnamen: 160446503
- Système universitaire de documentation: 027169111
- Trove: 1505174
- Virtual International Authority File: 34463877
- WorldCat: E39PBJjT4YmhYjVdY8qmTjMdcP